# Ara zelený
Ara zelený (Ara ambiguus) je velký ohrožený papoušek z rodu Ara.

## Taxonomie
Tvoří dva zeměpisné poddruhy:
- A. a. ambiguus, obývá Střední Ameriku až po Kolumbii,
- A. a. guayaquilensis, zase západní Ekvádor a zřejmě i jihozápadní Kolumbii.

## Popis
Ara zelený je na svém areálu rozšíření s délkou 85 – 90 cm a hmotností kolem 1,3 kg největším druhem papouška. Jak už jeho samotný název napovídá, je převážně zelený s rudým čelem a světle modrými křídly a kořenem ocasu. Na obličeji má holou kůži jen velmi řídce porostlou malými tmavými pery, která jsou u samic a starších ptáků zbarvena rudě.

## Rozšíření
Obývá deštné pralesy Střední a Jižní Ameriky, konkrétně na území států Nikaragua, Kostarika, Panama, Kolumbie a Ekvádor.

## Chování
Arové se obvykle pohybují v párech nebo malých skupinkách od 4 do 8 jedinců, vzácně i větších. V Kostarice dává přednost hnízdění v nižších polohách ale při hledání potravy vystupují výše. Zdejší hejna čítají až 18 jedinců. Tento druh hledá potravu a odpočívá ve vrchních patrech lesa. V Nikaraguaře je poměrně krotký a krmící se ptáci nechají člověka přijít blízko. 

## Hnízdění
K hnízdění si vybírá dutiny ve stromech, v 87% se jedná o strom dipterix oleifera. Samice klade 2 až 3 vejce, na kterých sama sedí 26 dní. Po 12 až 13 týdnech jsou mláďata vzletná.

## Potrava
Živí se ořechy, ovocem, kořínky a kůrou až 38 různých druhů rostlin. 

## Příčiny ohrožení
Tento druh ohrožuje více než nelegální odchyt pro obchod kácení nížinných lesů, obzvláště je ohrožen díky svým specifickým nárokům při hnízdění.

## Galerie

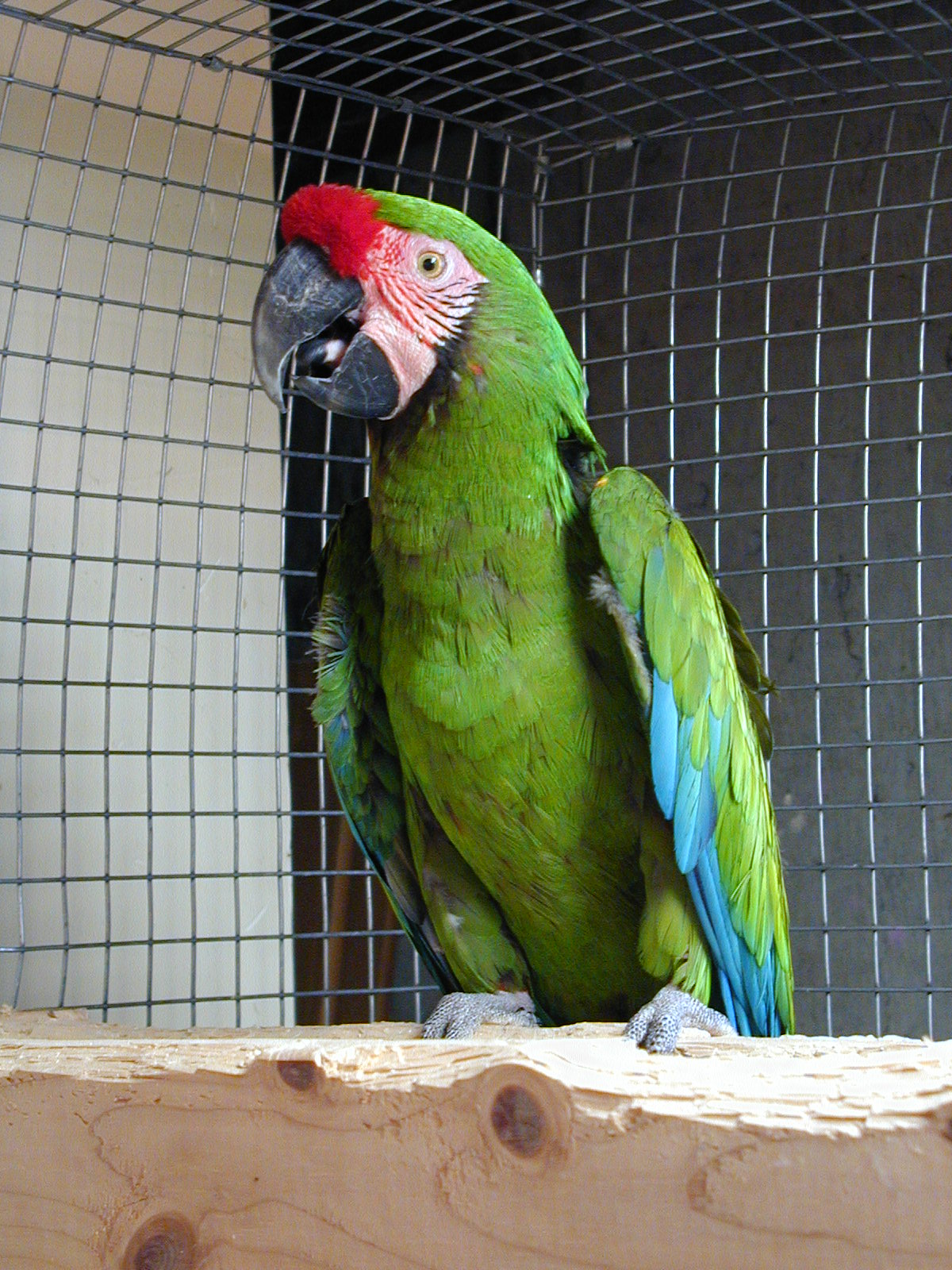
Ara ambiguus
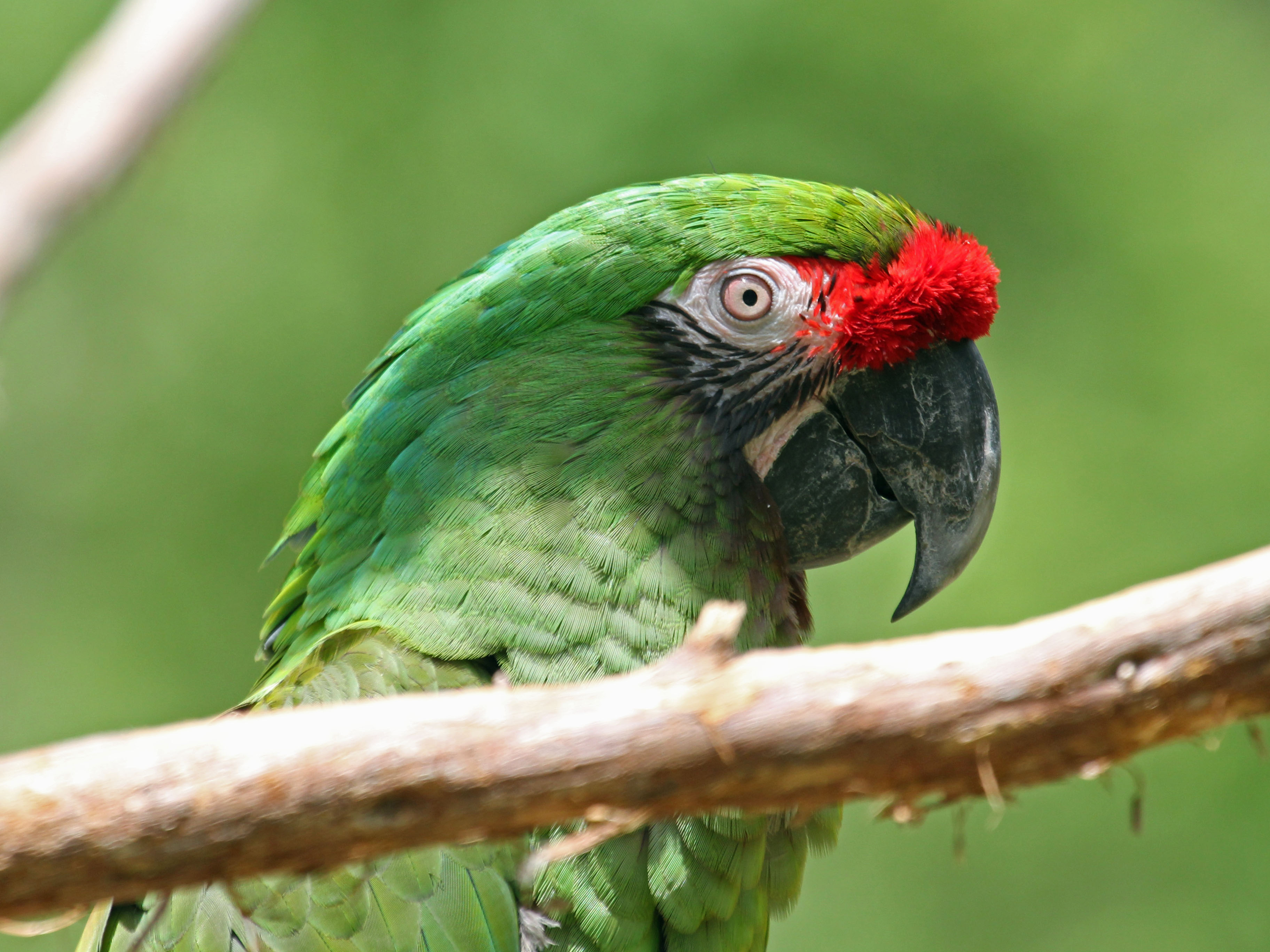
Ara ambiguus
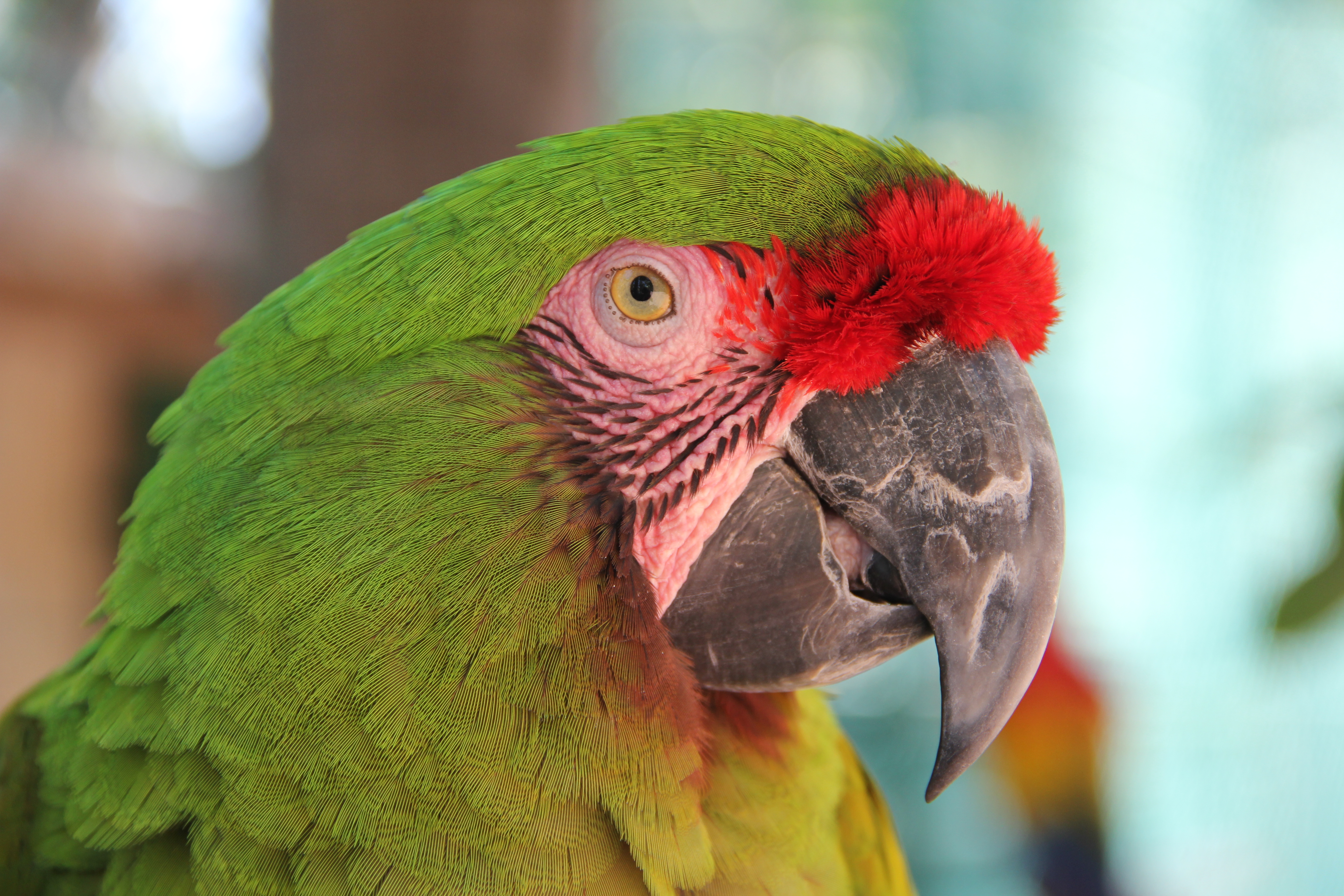
Ara ambiguus
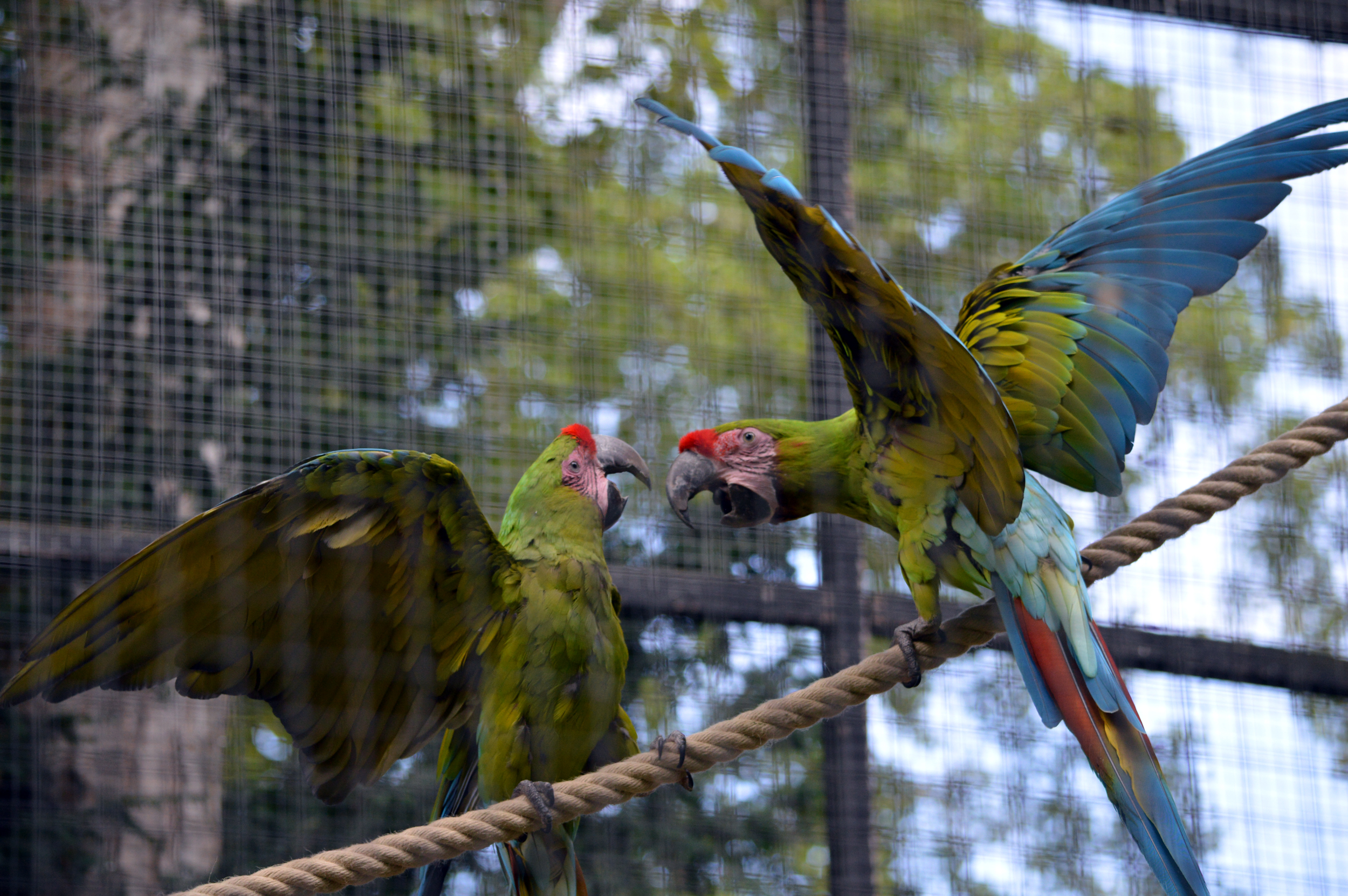
Ara ambiguus
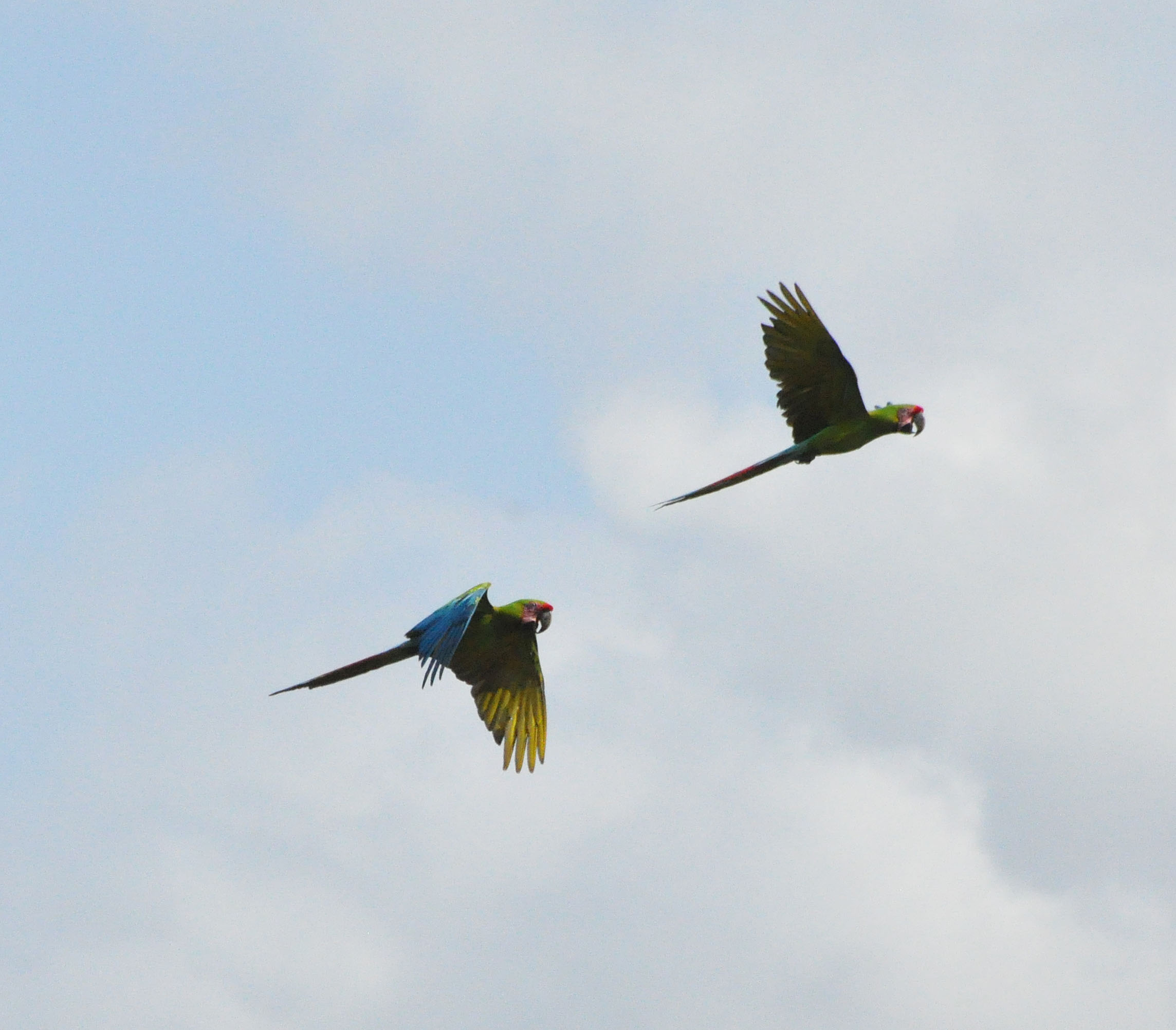
Ara ambiguus